# 中根賢治
中根 賢治（なかね けんじ、1953年 - ）は、日本のワイヤーアーティスト。

## 来歴・人物
大阪工業大学工学部電気工学科卒。
三輪車を中心としたワイヤー(針金)を使った作品を手がけているほか、習得している電子工学を活かし、シンクロナスモーター等を利用した作品、軸のない8の字観覧車や24時間ひたすら三輪車をこぎつづける「ひたすらこぎお君」がある。
また、数学が得意で、それを活かした作品、等高重心立体スフェリコンがある。
フジテレビ第49回CREATORS、関西テレビCRE8出演